# Hoftrol
Hoftrol is een Belgisch bier van hoge gisting.
Het bier wordt gebrouwen in ‘t Hofbrouwerijke te Beerzel. Het is een amberkleurig licht troebel bier met een alcoholpercentage van 6,5%.